# الناشئ الأصغر
أبو علي علي بن عُبَيد الله بن وصيف (271هـ/884-885م - 365هـ/975م) هو مُتكلِّم معتزلي وشاعر عاش في العصر العباسي.

## سيرته
ولِدَ علي بن عبيد الله بن وصيف في الجانب الشرقي من مدينة بغداد، وكانت ولادته في سنة 271هـ، وفي بغداد نشأ وتكسَّب من عمله في صياغة الحلي، ولُقِّب بالحلاء نسبةً إلى مهنته، وكان والده يعمل عطاراً. تنقَّل الناشئ في عددٍ من البلدان، ومعظم شعره في مديح الحكام والأمراء، فمدح أبا عبد الله أحمد البريدي في البصرة، ودخل الكوفة والتقى بالمتنبي، وتوثَّقت صلاته بابن رائق ومدحه في أشعاره، ووفد على الخليفة الراضي في بغداد، وانتقل إلى دمشق واتصل بسيف الدولة الحمداني، ومدح عضد الدولة البويهي في فارس، والتقى بابن العميد في أرجان، ووفد أيضاً على كافور الإخشيدي في مصر ومدحه. كان الناشئ الأصغر معتزلياً، وله دراية بعلم الكلام، وتتلمذ لدى ابن نوبخت، ودافع في شعره عن خلافة علي بن أبي طالب وأهل البيت، واعتنق المذهب الإمامي. تُوفِّي الناشئ الأصغر في الخامس من شهر صفر سنة 365هـ.